# Stronger (Natalie Grant)
Stronger è il secondo album in studio della cantante statunitense Natalie Grant, pubblicato nel 2001.

## Tracce
1. What Other Man – 3:52 (Linda Thompson-Jenner, Reed Vertelney)
2. Keep On Shining – 4:00 (Russ DeSalvo, Tanya Leah)
3. Whenever You Need Somebody (featuring Plus One) – 4:03 (Jimmy Collins, Natalie Grant, Bernie Herms, Kevin Stokes)
4. Anything – 3:27 (Tasia Tjornhom)
5. It the World Lost All Its Love – 5:04 (Dino Elefante, Bobby Martinez, Chris Page, Gordon Pogoda)
6. Such a Wonder – 3:45 (Grant, Herms)
7. I Love to Praise – 4:47 (Grant)
8. Only You – 4:47 (Grant, Phil Sillas)
9. Don't Wanna Make a Move – 4:30 (Sillas, Tony Wood)
10. To Find My Strength – 4:10 (John Mandeville, Sam Mizell)
11. Finally Home – 6:09 (Grant, Mark Hammond, Cindy Morgan)